# Vandenesse
Vandenesse és un municipi francès del departament del Nièvre i la regió de Borgonya - Franc Comtat.